# Северный (Нагайбакский район)
Се́верный — посёлок в Нагайбакском районе Челябинской области России. Административный центр Куликовского сельского поселения.

## География
Расположен на берегу реки Темир-Зингейки. Ближайший населённый пункт — посёлок Куликовский.

## История
Населённый пункт возник в 1963 году как посёлок центральной усадьбы совхоза «Северный».

## Население
| 2002 | 2010 |
| ---- | ---- |
| 928  | ↘812 |

По данным Всероссийской переписи, в 2010 году численность населения посёлка составляла 812 человек (354 мужчины и 458 женщин).

## Улицы
Уличная сеть посёлка состоит из 9 улиц и 4 переулков.